# 宗庙礼制
宗庙礼制是漢字文化圈国家君主在宗廟举行的祭祖儀式，各地歷朝的儀式均有變化，其中韩国的宗庙祭礼和宗庙祭礼乐在2001年被联合国教科文组织列入人类非物质文化遗产代表作名录。